# Muroma
Muroma (ruski мурома) su bili jedno od 3 nestala plemena Povolških Finaca koje je živjelo na području današnje Muromske regije u Rusiji. Muromi su bili po svj prilici srodni Mordvinima. Bijahu sjedilački farmeri, stočari, ribari, lovci i aktivni trgovci, o čemu svjedoče arheološki nalazi: nakit, sjekire, šiljci za koplja i strijele, etc. Slavenska kolonizacija u X i XI stoljeću rezultirat će njihom nestajanjem, a u XII stoljeću nestat će iz povijesti. Njihovo ime očuvat će se u nazivu grada Muroma u Vladimirskoj oblasti.

## Litertura
- Владимир Викторович Бейлекчи i В.В. Родиным, Муромский край и племя мурома // Нижегородские исследования по краеведению и археологии. Нижний Новгород, выход - 2004.